# فریجک
فریجک (انگلیسی: Freejack) فیلمی در ژانر اکشن و علمی–تخیلی به کارگردانی جف مورفی با بازی امیلیو استوس، میک جگر، رنه روسو و آنتونی هاپکینز است که در سال ۱۹۹۲ منتشر شد.

## بازیگران
- امیلیو استوس - الکس فرلانگ
- میک جگر - ویکتور وسندک
- رنه روسو - جولی ردلاند
- آنتونی هاپکینز - ایان مک‌کندلس
- جاناتان بنکس - مارک میشلت
- گرند ال. بوش - بون
- دیوید جوهانسن - برد
- آماندا پلامر - راهبه
- ویلبر فیتزجرالد - ارنهارت